# Éric Daubresse
Éric Daubresse est un compositeur, chercheur et réalisateur en informatique musicale français né le 2 novembre 1954 à Arras et mort le 29 octobre 2018 à Paris. Il est principalement connu pour avoir été l'assistant du compositeur portugais Emmanuel Nunes, collaborant avec lui sur ses œuvres majeures.

## Biographie
Formé au Conservatoire de Lille, il fréquente le Centre culturel Noroit à Arras où il suit notamment des stages organisés par le Groupe de recherches musicales. Il devient ensuite élève de Guy Reibel et Ivo Malec au Conservatoire de Paris. Sortant du Conservatoire en 1985, il entre à l'Ircam en 1990.
Il travaille avec Emmanuel Nunes sur de nombreuses œuvres, de Nachtmusik I (1978) à Einspielung I (2011), en passant par Wandlungen (1986), Lichtung I et Lichtung II (1991 et 1996). Selon les biographes de l'Ircam, « Éric Daubresse est à l’origine du développement des technologies utilisées dans les pièces du compositeur, notamment des outils permettant ce que Nunes appelle la "spatialisation par enveloppes" ». Nunes a précisé que le principal apport de Daubresse a été son travail sur « les enveloppes dynamiques régissant les modalités d'apparition, et les configurations temporelles des sons instrumentaux lorsqu'ils sortent des haut-parleurs ».
Il est l'auteur de nombreux articles en informatique musicale ainsi que d'écrits sur Emmanuel Nunes. Il est professeur de musique électronique à la Haute École de musique de Genève.
Il meurt « des suites d'une longue maladie » le 29 octobre 2018 à l'âge de 63 ans. De nombreux hommages lui sont rendus à l'Ircam et ailleurs.

## Œuvres
En tant que compositeur :
- 1982 : Le Feu, pièce acousmatique
- 2007 : La Bande de Gaza, oratorio (livret : Sylvie Nève)[9]

En tant qu'assistant musical ou réalisateur en informatique musical :
- Avec Emmanuel Nunes
  - Nachtmusik I (1978)
  - Wandlungen (1986)
  - Lichtung I (1991)
  - Lichtung II (1996)
  - Einspielung I (2011)
- Avec Brice Pauset
  - A Passion profane (1999)
- Avec Marc Monnet
  - Pan! (2005)
- Avec Philippe Hurel
  - Leçon de choses, pour ensemble et électronique (1993)
  - Hors-Jeu, pour percussion et électronique (2006)

## Filmographie
En tant que compositeur :
- 2004 : En attendant le déluge de Damien Odoul
- 2003 : Victor Hugo : exil d'Axel Clévenot
- 2002 : David et Goliath (court-métrage)
- 2000 : Coup de lune (court-métrage)
- 1989 :  Adrénaline (segments "Embouteillage", "Revestriction", "La dernière mouche") de Yann Piquer, Jean-Marie Maddeddu et Barthélémy Bompard
- 1983 : Haltéroflic de Philippe Vallois

## Discographie
En tant qu'acousmaticien :
- José Luis Campana, My imago, Fécamp : Cybelia CY894, 1992 (DL)